# Ján Ľupták
Ján Ľupták (24. února 1946 Radzovce – 19. června 2025) byl slovenský politik, bývalý předseda politické strany Združenie robotníkov Slovenska.

## Biografie
Od roku 1969 až do roku 1989 pracoval v podniku Pozemné stavby Banská Bystrica.
Ve volbách roku 1990 byl zvolen za KSS, respektive (KSČ, později transformována na SDĽ) do Slovenské národní rady. Za SDĽ obhájil mandát ve volbách roku 1992 a zasedal v ní i po transformaci SNR na Národní radu slovenské republiky.
V roce 1994 byl do Národní rady již zvolen za Združenie robotníkov Slovenska jehož je zakládajícím členem a prvním a jediným předsedou v jeho historii. Ve volbách v roce 1994 strana uspěla a dostala se do parlamentu a zároveň se stala součástí vládní koalice. Ján Ľupták byl 3. listopadu 1994 zvolený místopředsedou Národní rady. Po volebním neúspěchu své strany v parlamentních volbách roku 1998 se stal obchodním zástupcem. V roce 2017 bylo Združenie robotníkov Slovenska rozpuštěno, a Ľuptákovi tak zanikl mandát předsedy uskupení.

## Vzdělání
- Stavební odborné učiliště v Banské Bystrici
- Střední průmyslová škola stavební v Banské Bystrici